# Fudbalski klub Jezero
Il Fudbalski klub Jezero (in serbo Фудбалски клуб Језеро?), conosciuto semplicemente come Jezero, è una società calcistica montenegrina di Plav. Milita nella Prva crnogorska fudbalska liga, la massima divisione del campionato montenegrino di calcio.
In serbo Jezero significa "lago" ed è riferito al lago di Plav.

## Storia
Dopo la seconda guerra mondiale viene fondata la prima vera squadra di calcio nella cittadina di Plav. Ufficialmente l'anno di fondazione del FK Jezero è il 1948.
Il primo successo significativo viene nella stagione 1968–69, lo Jezero vince il girone settentrionale della Zonska liga montenegrina (quarta divisione jugoslava) e viene promosso nella Crnogorska republička liga, ma viene retrocesso dopo un solo campionato. Durante gli anni '70 la squadra di Plav riesce a disputare altre tre stagioni nella lega repubblicana, come anche nella decade successiva, trascorsa nella terza e quarta divisione del campionato jugoslavo di calcio.
Un'era di successi inizia nella seconda metà degli anni '90. Lo Jezero diventa una delle migliori squadre della Zonska liga, sfiorando la promozione nella stagione 1995–96, quando nella gara decisiva viene sconfitto dai vicini del Komovi. Alla gara sono seguiti numerosi incidenti in cui dozzine di giocatori e tifosi dello Jezero sono rimasti feriti.
Lo Jezero conquista un'altra promozione nella lega repubblicana nella stagione 1997–98. Qui incontra gli eterni rivali del Gusinje contro cui disputa derby di fronte a migliaia di spettatori. L'affluenza più alta viene registrata nel 1999 a Plav con la presenza di 7000 spettatori.
Uno dei risultati più rimarchevoli, lo Jezero lo ottiene nella stagione 2001–02. Dopo una dura lotta con il Kom, la squadra di Plav finisce secondo nella lega repubblicana e conquista per la prima volta nella sua storia la promozione nella Druga liga jugoslava.
Nel debutto in seconda divisione, lo Jezero ospita l'Iskra Danilovgrad (vittoria 1–0), ma la gara più importante è stata contro il Budućnost (sconfitta 0–2) di fronte a 5000 spettatori a Plav. Comunque alla fine del torneo la squadra non riesce a conquistare la salvezza e quindi retrocede. Dopo l'indipendenza del Montenegro (2006), lo Jezero diviene membro della Druga liga montenegrina ed ottiene buoni risultati, soprattutto nella stagione 2007–08 quando vince il campionato ed ottiene per la prima volta la promozione nella massima divisione, che fino ad oggi rimane il più grande successo del club.
Lo Jezero trascorre un solo campionato in Prva liga, disputando la maggior parte delle partite casalinghe al Gradski stadion di Berane a causa dei pochi requisiti dello Stadion pod Racinom. Coglie alcuni buoni risultati a sorpresa come la vittoria contro il Sutjeska (2–1) ed i due pareggi contro il Budućnost (1–1 e 2–2). Alla fine del torneo lo Jezero si piazza al 10º posto, ma viene sconfitto ai play-out dal Mornar (0–0 e 1–2) e viene retrocesso.
Da quel momento, lo Jezero milita sempre in seconda divisione, senza risultati di rilievo.

### Palmarès
Druga crnogorska fudbalska liga
- 2008

## Stadio
Il FK Jezero disputa le partite casalinghe allo Stadion pod Racine (stadio sotto la Racina, la via principale di Plav). Lo stadio è stato costruito nel 1948, come il club, ed inizialmente aveva una capienza di 5000 posti. Lo stadio è stato rinnovato nel 2008 per avere i requisiti della Prva liga montenegrina e la capienza è calata a 2500 posti.

## Organico

### Rosa 2022-2023
Aggiornata al 7 agosto 2022.
| N. |  | Ruolo | Calciatore |
| -- |  | ----- | ---------- |

| N. |  | Ruolo | Calciatore |
| -- |  | ----- | ---------- |